# Stomatite
La  stomatite  è una malattia infiammatoria della mucosa del cavo orale.

## Tipologia
- Cheilite angolare
- Stomatite di Vincent
- Stomatite aftosa o aftosa ricorrente
- Stomatite erpetica
- Stomatite gangrenosa o Noma
- Stomatite da nicotina

A seconda del tipo di avvelenamento:
- Stomatite da arsenico
- Stomatite da atabrina
- Stomatite da bismuto

## Eziologia
Le cause possono essere di natura virale, batteriche e micotiche. Inoltre altre cause sono di carattere tossico come alcune forme di avvelenamento da sostanze di carattere chimico ma anche farmacologico e quelle a carattere nutrizionale da deficit vitaminico.